# Duvaliandra
Duvaliandra là chi thực vật có hoa trong họ Apocynaceae.